# Supermicro
Super Micro Computer, Inc. lub Supermicro® (NASDAQ: SMCI) – firma, która projektuje, rozwija, produkuje oraz sprzedaje serwery oparte na architekturze x86 dla procesorów Intel oraz AMD. Szeroka linia produktów obejmuje: systemy rackowe 1, 2, 3, 4U, tower, serwery kasetowe (blade), systemy GPU, wydajne stacje robocze (high-end), serwery typu storage, płyty główne, obudowy oraz komponenty serwerów oparte na markowych produktach w tym zasilacze, rozwiązania sieciowe oraz kontrolery dysków. Dodatkowo oprogramowanie do zarządzania serwerami, szafy SuperRack® i akcesoria.
Firma została założona w 1993 roku, ma siedzibę w San Jose w Kalifornii.
Rozwiązania Supermicro obejmują architekturę Twin, FatTwin™, SuperServer®, SuperBlade®, MicroCloud, Super Storage Bridge Bay (SBB), Double-Sided Storage®, Battery Backup Power (BBP®), Universal I/O (UIO), WIO – technologie, które dostarczają i zapewniają wysoka wydajność, efektywność, upakowanie oraz niezawodność.
Supermicro to:
- Siedziba główna w Silicon Valley w Kalifornii
- Centrum dystrybucyjne w Holandii
- Park technologiczny i centrum logistyczne na Tajwanie

## Historia
Kamienie milowe:
- 1993 październik – założenie przez inżyniera Charlesa Liang w San Jose w Kalifornii.
- 1996 – Powiększenie przestrzeni produkcyjnej w San Jose.
- 1998 – Otwarcie centrum w Holandii.
- 2003 – Pierwszy serwer 1U z 1TB pamięci masowej SATA.
- 2005 – Wprowadzenie kompletnych rozwiązań serwerowych opartych na procesorze AMD.
- 2007 – Zaprezentowano serwer 1u w technologii Twin. Uruchomiono linie produkcyjna serwerów kasetowych SuperBlade®.
- 2009 – Zaprezentowano architekturę serwerowa 2U Twin2 z czterema dwuprocesorowymi nodami w technologii hot-plug.
- 2011 – Wprowadzenie platformy MicroCloud z 8/16 nodami w technologii hot-plug w obudowie 3U.
- 2012 – Wprowadzenie architektury FatTwin™.
- 2013 – Zaprezentowano serwer typu storage 4U z 72 dyskami 3.5" typu hot-swap. Obchody 20-lecia firmy, oraz przedstawienie nowego logo korporacji[2].

## Produkty
Supermicro oferuje serwery Barebone („superservers”), płyty główne (jedno, dwu, czteroprocesorowe), obudowy (1,2,3,4U, Tower, mid-tower/mini-tower, mini-itx), szafy rack, urządzenia sieciowe: przełączniki, karty sieciowe, zasilacze i wiele kart rozszerzeń (w tym kontrolery HBA, Hybrid SW RAID oraz HW RAID).

## Technologie
- Building Block Solutions® – komputery barebone oraz komponenty modułowe, które mogą być wykorzystane do tworzenia energooszczędnych i zoptymalizowanych systemów dla konkretnych rozwiązań informatycznych. Metodologia ta umożliwia projektowanie systemów odpowiednich do stosowania w centrach danych, w klastrach obliczeniowych o wysokiej wydajności, graficznych stacjach roboczych, jak również samodzielnych środowiskach serwerowych[4].
- UIO (Universal I/O) / WIO – umożliwia elastyczną rozbudowę poprzez wykorzystanie dodatkowych kart I/O, które można dodać do systemu poprzez dołączany do płyty głównej moduł UIO/WIO. Technologia ta pozwala na dodanie dodatkowych 3 kart rozszerzeń w obudowie 1U oraz 7 w przypadku obudowy 2U. Dostępnych jest ponad 20 kart rozszerzeń: SAS/SATA RAID5, 10Gb Ethernet, Infiniband. Przykładowo serwer 1U z modułem UIO/WIO potrafi obsłużyć: kontroler SAS/SATA z obsługą RAID5, 10GbE, Ethernet lub Infiniband. Technologia ta pozwala na minimalizacje liczby serwerów, którą są niezbędne do prowadzenia działalności[5].
- Twin – rodzina serwerów 1U oraz 2U. Serwer 1U zawiera dwie nody obliczeniowe, natomiast Twin 2U może zawierać do czterech jednostek obliczeniowych. Każdy nod w architekturze Twin działa niezależnie od pozostałych[6].
- FatTwin™ – produkt w architekturze Twin. Pozwala w obudowie 4U zmieścić aż do 8 niezależnych nodów, w różnych konfiguracjach sprzętowych. Wszechstronność konfiguracji pozwala zoptymalizować serwer dla różnych środowisk, takich jak: Data Center, Cloud Computing, HPC, serwer danych, czy serwer aplikacji[7].
- MicroCloud – 12 lub 8 nodów zintegrowanych w obudowie 29" lub 23". Każdy węzeł działa niezależnie. Technologia zoptymalizowana dla Cloud Computing, Data Center oraz środowisk wirtualizacji.